# Манья-л’Этранж
Манья́-л’Этра́нж (фр. Magnat-l’Étrange, окс. Manhac) — коммуна во Франции, находится в регионе Лимузен. Департамент коммуны — Крёз. Входит в состав кантона Ла-Куртин. Округ коммуны — Обюссон.
Код INSEE коммуны — 23115.

## Население
Население коммуны на 2010 год составляло 227 человек.
| 1962 | 1968 | 1975 | 1982 | 1990 | 1999 | 2010 |
| ---- | ---- | ---- | ---- | ---- | ---- | ---- |
| 460  | 462  | 384  | 318  | 245  | 212  | 227  |

## Экономика
В 2010 году среди 138 человек трудоспособного возраста (15—64 лет) 90 были экономически активными, 48 — неактивными (показатель активности — 65,2 %, в 1999 году было 67,9 %). Из 90 активных жителей работали 78 человек (45 мужчин и 33 женщины), безработных было 12 (7 мужчин и 5 женщин). Среди 48 неактивных 8 человек были учениками или студентами, 25 — пенсионерами, 15 были неактивными по другим причинам.